# Szreńsk (gemeente)
De gemeente Szreńsk is een landgemeente in het Poolse woiwodschap Mazovië, in powiat Mławski.
De zetel van de gemeente is in Szreńsk.
Op 30 juni 2004 telde de gemeente 4601 inwoners.

## Oppervlakte gegevens
In 2002 bedroeg de totale oppervlakte van gemeente Szreńsk 109,66 km², waarvan:
- agrarisch gebied: 82%
- bossen: 12%

De gemeente beslaat 9,36% van de totale oppervlakte van de powiat.

## Demografie
Stand op 30 juni 2004:
| Omschrijving                   | Totaal | Totaal | Vrouwen | Vrouwen | Mannen | Mannen |
| ------------------------------ | ------ | ------ | ------- | ------- | ------ | ------ |
| eenheid                        | aantal | %      | aantal  | %       | aantal | %      |
| inwoners                       | 4601   | 100    | 2321    | 50,4    | 2280   | 49,6   |
| bevolkingsdichtheid (inw./km²) | 42     | 42     | 21,2    | 21,2    | 20,8   | 20,8   |

In 2002 bedroeg het gemiddelde inkomen per inwoner 1316,51 zł.

## Administratieve plaatsen (sołectwo)
Bielawy, Doziny, Grądek, Kobuszyn, Krzywki-Bośki, Krzywki-Piaski, Kunki, Liberadz, Ługi, Miączyn Mały, Miączyn Duży, Miłotki, Mostowo, Nowe Garkowo, Ostrów, Pączkowo, Przychód, Proszkowo, Rochnia, Stare Garkowo, Sławkowo, Szreńsk, Wola Proszkowska, Złotowo.
Zonder de status sołectwo : Zaręby

## Aangrenzende gemeenten
Bieżuń, Kuczbork-Osada, Lipowiec Kościelny, Radzanów, Strzegowo, Wiśniewo, Żuromin